# Johanna Ahlm
Johanna Maria Helène Ahlm (3. oktober 1987 i Göteborg) er en tidligere svensk håndboldspiller, der spillede som playmaker på Sveriges håndboldlandshold. Privat danner hun par med Rasmus Overby, som tidligere spillede på Viborg HK's herrehold.

## Klubhold
Hun begyndte at spille håndbold som 7-årig i Göteborg-klubben IK Sävehof, hvor hun også var med til at vinde det svenske mesterskab i 2006, 2007 og 2009. 5. februar 2009 annoncerede Ahlm at hun fra sommeren 2009 skiftede hun til den danske klub Aalborg DH på en 2-årig kontrakt.

### Viborg HK
Johanna Ahlm skiftede allerede 1. oktober 2009 til ligarivalerne fra Viborg Håndboldklub på en lejeaftale gældene for resten af sæsonen 2009/2010. I slutningen af april 2010 blev Ahlm fritstillet fra hendes kontrakt med Aalborg DH, og hun kunne underskrive en 3-årig kontrakt med Viborg HK.
Her vandt hun det danske mesterskab og EHF Champions League 2009-10.

### Team Esbjerg og FC Midtjylland
Da hendes tre-års-kontrakt hos Viborg HK, skiftede hun til Team Esbjerg, hvor hun igen vandt det danske mesterskab i 2014. Efter Team Esbjerg spillede hun en enkelt sæson for FC Midtjylland håndbold.

### Tilbage til IK Sävehof
I 2016 vendte Alhm tilbage til sin barndomsklub. En Korsbåndsskade efterfulgt at graviditet holdte hende dog ude hele sæsonen. Hun lavede comeback i november 2017.
De næste to sæsoner vandt hun sit 4. og 5. svenske mesterskab, hvorefter hun indstillede karrieren.

## Landshold
Hun var med det svenske A-landshold til Sommer-OL 2008 i Beijing. Få dage før Europamesterskaberne 2010 i Norge og Danmark havde hun i alt spillet 63 kampe og scoret 247 mål for nationalmandskabet. Hun deltog ikke i turneringen på grund af en skade.

## Meritter som håndboldspiller
- Svensk mesterskab (IK Sävehof) – 2006, 2007, 2009, 2018, 2019
- Dansk mesterskab (Viborg HK) – 2010, (Team Esbjerg) - 2014
- Champions League vinder (Viborg HK) – 2010